# Logisticus spinipennis
Logisticus spinipennis là một loài bọ cánh cứng trong họ Cerambycidae.